# 湯氏紋唇魚
湯氏紋唇魚（学名：Osteochilus thomassi）是輻鰭魚綱鯉形目鯉科紋唇魚屬的其中一個種，分布於亞洲印度西高止山，體長可達32公分，棲息在中底層水域，可做為食用魚。